# John Burnett
John Patrick Burnett, född 19 september 1945, är en brittisk politiker inom Liberaldemokraterna. Han var ledamot av brittiska underhuset från 1997 till 2005, då han representerade valkretsen Devon West and Torridge. Han har dessförinnan bland annat arbetat inom brittiska flottan, som advokat och som boskapsuppfödare. Vid valet 2005 ställde han inte upp för omval. 2006 fick han pärsvärdighet som Baron Burnett och är sedan dess ledamot av House of Lords för Liberaldemokraterna.